# Обердорф (Золотурн)
Обердорф (нім. Oberdorf SO) — громада  в Швейцарії в кантоні Золотурн, округ Леберн.

## Географія
Громада розташована на відстані близько 32 км на північ від Берна, 4 км на північний захід від Золотурна.
Обердорф має площу 11,9 км², з яких на 7% дозволяється будівництво (житлове та будівництво доріг), 24,9% використовуються в сільськогосподарських цілях, 67,6% зайнято лісами, 0,5% не є продуктивними (річки, льодовики або гори).

## Демографія
2019 року в громаді мешкало 1749 осіб (+6% порівняно з 2010 роком), іноземців було 7,7%. Густота населення становила 147 осіб/км².
За віковим діапазоном населення розподілялося таким чином: 20,7% — особи молодші 20 років, 57,4% — особи у віці 20—64 років, 21,9% — особи у віці 65 років та старші. Було 748 помешкань (у середньому 2,3 особи в помешканні).
Із загальної кількості 482 працюючих 40 було зайнятих в первинному секторі, 32 — в обробній промисловості, 410 — в галузі послуг.